# عضلة سدادية خارجية
العضلة السدادية الخارجية والتي تغطي السطح الخارجي للجدار الأمامي لعظمة الحوض.

## صور

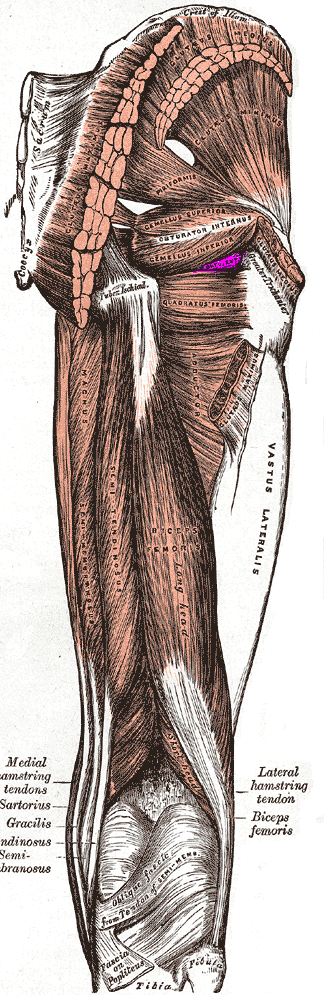
Muscles of the back of thigh, with insertion of obturator externus muscle labeled in purple
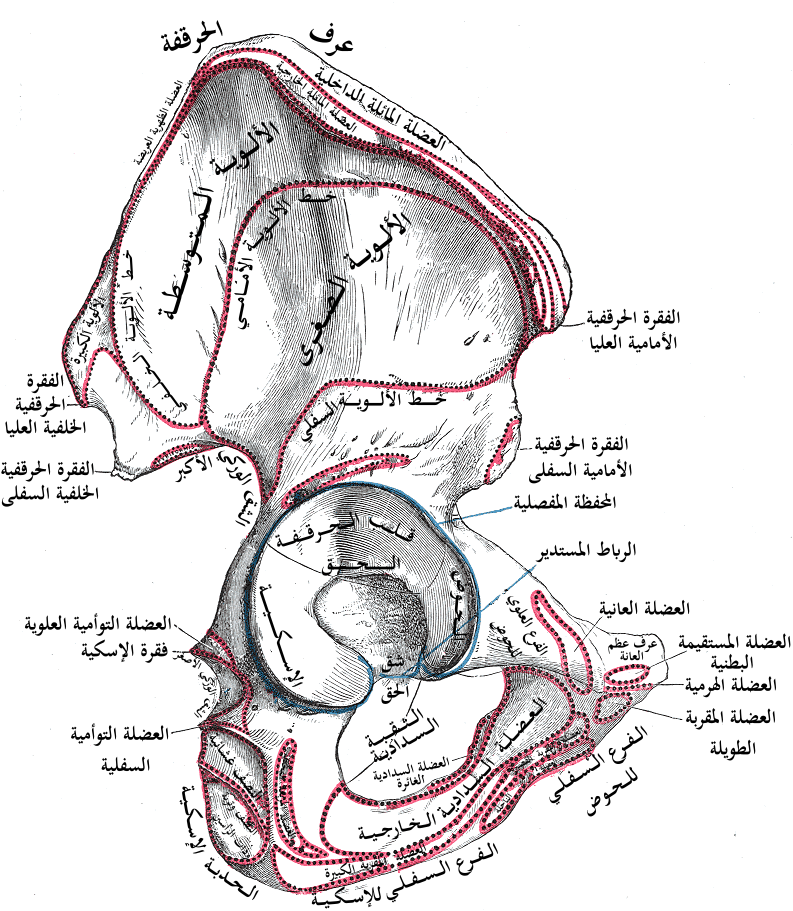
Right hip bone. External surface
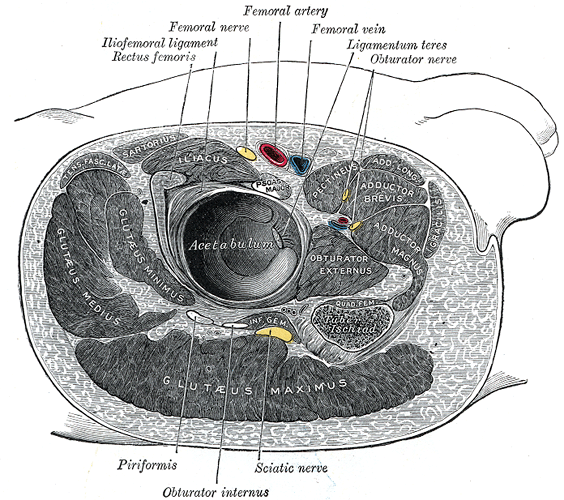
Structures surrounding right hip-joint
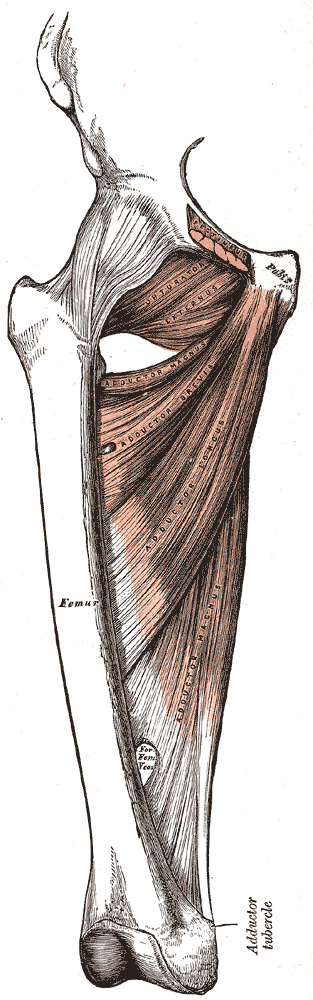
العضلات العميقة في المنطقة الداخلية للفخذ.